# (33730) 1999 NH23
1999 NH23 (asteroide 33730) é um asteroide da cintura principal. Possui uma excentricidade de 0.08938930 e uma inclinação de 11.55151º.
Este asteroide foi descoberto no dia 14 de julho de 1999 por LINEAR em Socorro.